# Motocyklový sport
Motocyklový sport (anglicky Motorcycle sport) je sportovní obor, který používá jako sportovní náčiní motocykl. Má řadu disciplín, jejichž vrcholem je mistrovství světa. Sportovci se sdružují pod Mezinárodní federaci motocyklistů (FIM). Podle povahy soupeření lze motocyklový sport přiřadit do kategorie závod nebo soutěž.
Podle povrchu terénu a typu motocyklu se dělí na:
1. Silniční motocyklový sport: Povrch závodní trati je zpevněný asfaltový. Závodí se zpravidla na uměle vybudovaných okruzích. Trať má vybudované bezpečnostní únikové zpomalující zóny z drobného štěrku známého pod názvem kačírek. Okruhy jsou vybaveny přehlednými tribunami pro diváky a zázemím pro závodníky.
Nejznámější je mistrovství světa silničních motocyklů.
2. Terénní motocyklové závody a soutěže: Povrch trati je přírodní, nezpevněný, zpravidla hlinitý, hlinito-písčitý nebo písčitý. Na trati jsou vybudovány umělé překážky.
Nejznámějším odvětvím terénních motocyklových soutěží je enduro (viz též mezinárodní motocyklová šestidenní) nebo vytrvalostní závody typu Rallye Dakar.
Nejznámějším odvětvím terénních závodů motocyklů je motokros.
3. Plochá dráha, kde rozlišujeme tři druhy povrchů: škvára, tráva, led.